# Kamogawa, Chiba
Kamogawa (tiếng Nhật: 鴨川市, đọc là Kha-mô-ga-va) là một thành phố thuộc tỉnh Chiba của Nhật Bản.